# Уорд, Мэри (учёный)
Мэри Уорд (англ. Mary Ward; урождённая Кинг; 27 апреля 1827, Оффали, Ленстер — 31 августа 1869[…], Бирр, Ленстер) — ирландская учёная, астроном, микроскопист, писательница и художница. Она является первым человеком, погибшим в результате ДТП.

## Биография
Мэри Уорд родилась 27 апреля 1827 года в Фербейне, графство Оффали, в семье Генри и Гарриетт Кинг. Она была младшим ребёнком в семье и, как и большинство девочек того времени, получила домашнее образование. Однако её образование несколько отличалось от общепринятого, поскольку она происходила из известной научной семьи. Мэри с ранних лет проявляла интерес к природе, и к трём годам уже начала собирать насекомых.
Уорд была увлеченным астрономом-любителем, разделявшим свой интерес со своим двоюродным братом Уильямом Парсонсом, 3-м графом Россе. Парсонс построил «Левиафан» — отражающий телескоп с шестифутовым зеркалом, который оставался самым большим в мире до 1917 года. Уорд часто бывала в замке Бирр, создавая эскизы на каждой стадии процесса строительства телескопа. Наряду с фотографиями, сделанными женой Парсонса Мэри Росс, эскизы Уорд были использованы для восстановления телескопа.
Уорд также увлекалась рисованием насекомых, и однажды астроном Джеймс Саут стал свидетелем её творчества. Она использовала увеличительное стекло, чтобы запечатлеть мельчайшие детали, и её рисунки настолько поразили его, что он сразу же убедил её отца приобрести для неё микроскоп. Это стало началом увлечения всей её жизни.
Уорд начала изучать всё, что могла найти о микроскопии, и не останавливалась, пока не стала экспертом в этой области. Поскольку в то время было трудно достать стекло, она изготавливала свои собственные слайды из кусочков слоновой кости и готовила собственные образцы. Физик Дейвид Брюстер просил её создавать образцы для его микроскопа и использовал её рисунки во многих своих книгах и статьях.
Университеты и большинство обществ не принимали женщин, но Уорд получала информацию любым возможным способом. Она часто писала ученым, спрашивая их о публикациях, которые они опубликовали. В 1848 году Парсонс был назначен президентом Королевского общества, и благодаря визитам в его лондонский дом она познакомилась со многими учеными.
В то время университеты и большинство научных обществ не принимали женщин, но Уорд находила способы получать информацию. Она часто писала учёным, интересуясь их последними публикациями. В 1848 году Парсонс был назначен президентом Королевского общества, и благодаря его дому в Лондоне она познакомилась со многими выдающимися учеными.
Она была одной из всего трёх женщин в списке рассылки Королевского астрономического общества (другими были королева Виктория и учёная Мэри Сомервилл).

## Личная жизнь
6 декабря 1854 года она вышла замуж за Генри Уорда из Касл-Уорда, графство Даун, который в 1881 году получил титул виконта Бангора. У них было трое сыновей и пять дочерей, среди которых Максвелл Уорд, шестой виконт Бангора.
Её самые известные потомки — это внук Эдвард Уорд, иностранный корреспондент и седьмой виконт, и его дочь Лалла Уорд, актриса, известная по роли в сериале «Доктор Кто».

## Публикации
Когда Уорд написала свою первую книгу «Зарисовки с микроскопом», она, по-видимому, полагала, что никто не захочет её напечатать из-за её пола или отсутствия академических званий. Она выпустила 250 экземпляров самостоятельно и распространила несколько сотен рекламных листовок, чтобы прорекламировать книгу. Тираж был распродан в течение нескольких недель, и этого успеха хватило, чтобы заинтересовать лондонского издателя, который решился на публикацию. Книга была переиздана восемь раз с 1858 по 1880 годы под названием «Мир чудес, раскрытый микроскопом».
Её книги: «Удачная находка для микроскопа» (1856), «Мир чудес, раскрытый микроскопом» (1857), «Энтомология в спорте» и «Энтомология в Эрнесте» (1857, совместно с леди Джейн Махон), «Уроки микроскопа» (1864), «Уроки телескопа» (1859). Уорд самостоятельно иллюстрировала свои книги и статьи, а также множество работ других учёных.

## Смерть
Уорд стала первым человеком, погибшим в результате ДТП с участием одного из немногих частных паровых автомобилей, собранного её племянниками, Ричардом и Чарльзом Парсонсами, сыновьями астронома и общественного деятеля Уильяма Парсонса. 31 августа 1869 года она и её муж Генри путешествовали вместе с братьями Парсонс и их наставником Ричард Биггс. Мэри вылетела из машины на крутом повороте на дороге в Парсонстауне (ныне Бирр в графстве Оффали), упала под её колесо и умерла почти мгновенно. Врач, который жил неподалёку от места происшествия и явился туда за считанные минуты, констатировал у неё порезы, синяки, кровотечение из ушей и перелом шеи как причину смерти.

## Наследие
Микроскоп Уорд, аксессуары, слайды и книги выставлены в доме её мужа в замке Уард, расположенном в графстве Даун.